# Castelul Teleki din Gornești
Castelul Teleki din Gornești (în maghiară Teleki-kastély) este un ansamblu arhitectonic construit de familia Teleki în localitatea Ghernesig, în prezent Gornești, județul Mureș. Numit „cel mai frumos castel din Ardeal” și „comoara Mureșului”, complexul se află la 17 km distanță de Târgu Mureș, pe partea stângă a râului Mureș, fiind construit în stil baroc de Grassalkovich, foarte răspândit în Regatul Ungariei. A fost proiectat de arhitectul Andreas Mayerhoffer din Salzburg, fiind asemănător palatelor din Gödöllő și Pecel, realizate de acesta. Castelul Teleki este așezat în cadrul unui impresionant parc dendrologic cu statui alegorice.

## Istoric
Sigismund de Luxemburg a dăruit în 1405 moșia lui Antal Somkereki, ca recompensă pentru faptele de arme, întrucât acesta s-a numărat printre cei care i-au salvat viața lui Sigismund de Luxemburg în bătălia pierdută la Neapole. István, unul dintre fii lui Antal, a ridicat o cetate pe moșia de la Ghernesig, construită parțial din piatră, care avea două bastioane și două turnuri mai mici. Cetatea era înconjurată de un șanț de apărare iar intrarea principală era prevăzută cu un pod mobil. Ca dimensiuni, acea cetate, era similară cu castelul baroc existent astăzi. Ultimul bărbat din familie, István, moare în 1642. Până la moartea sa, în 1670, soția lui, Mindszenti Krisztina, a fost proprietara moșiei. Apoi domeniul a ajuns în posesia familiei Bánffy iar după executarea, din anul 1674, a lui Dénes Bánffy, ea a trecut în stăpânirea lui Mihály Teleki.

### Perioada comunistă
La sfârșitul celui de-al doilea Război Mondial clădirea a fost jefuită și biblioteca distrusă. Numai o parte din cărți au putut fi salvate și păstrate în Biblioteca Teleki-Bolyai din Târgu Mureș și la Muzeul Aradului. În 1949 ansamblul a fost naționalizat iar în 1956, după o epidemie de tuberculoză, a fost transformat în preventoriu TBC pentru copii. Între 1961 și 1962 clădirea a fost renovată pentru a servi noii funcțiuni. Pe parcursul anilor, s-au făcut diferite modificări și renovări, printre care încălzirea centrală și închiderea porticului de la parter cu ferestre (1991), înlocuirea unora dintre ferestrele vechi și pictarea dormitoarelor copiilor. 

### Perioada postcomunistă
Ansamblul a fost retrocedat în 2006 și a intrat efectiv în posesia urmașilor din familia Teleki în 2011. În prezent, aceștia doresc restaurarea palatului și parcului și introducerea lor în circuitul turistic. O dată pe an, o echipă de tineri voluntari (printre care istorici și peisagiști) organizează „Ziua Castelului”, oferind expoziții tematice și ghidaje gratuite în română și maghiară. 

## Imagini

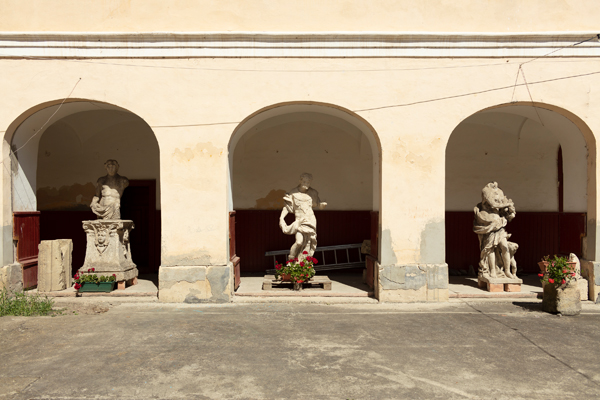
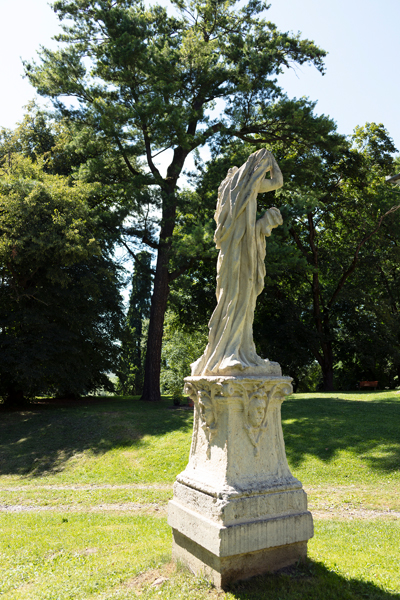
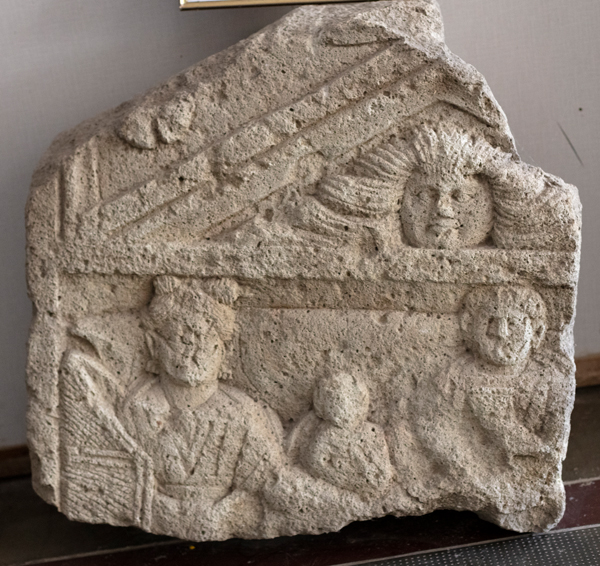
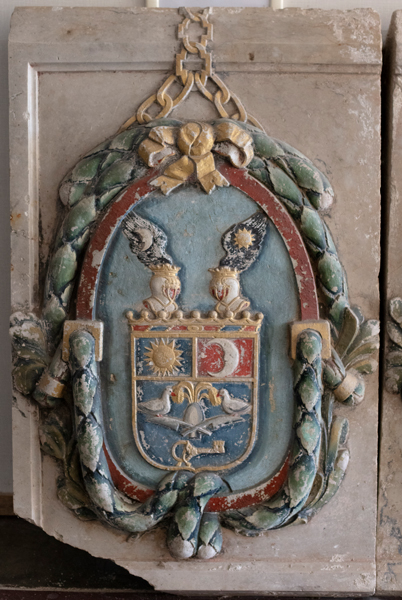
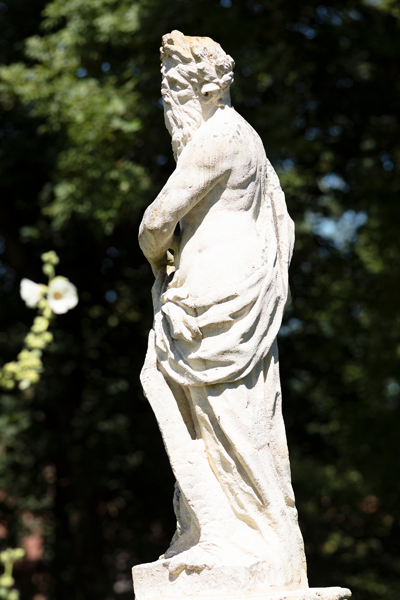
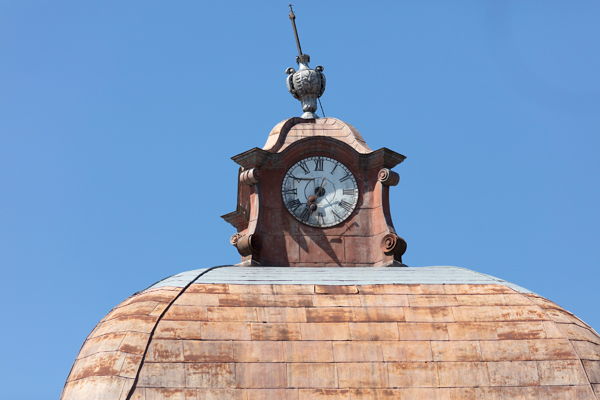